# Repubblica Elvetica
La Repubblica Elvetica (fr. République helvétique, ted. Helvetische Republik, rom. Republica helvetica) fu uno Stato unitario costituito in luogo dell'antica Confederazione Svizzera dei tredici cantoni.
Fu un regime politico imposto dalla Francia e poco accettato dalla popolazione locale; in ragione di ciò ebbe una durata molto breve di soli cinque anni. La nascita della Repubblica Elvetica segnò per la Svizzera la fine dell'Ancien Régime e l'inizio di un periodo di modernizzazione. Si trattò di un processo che aveva preso avvio con la Rivoluzione francese, ma solo in piccola parte può essere visto come il risultato di lotte politiche interne contro le oligarchie urbane al potere.
Secondo gli studi, tuttavia, la politica francese impedì la rivoluzione svizzera autonoma, soprattutto a livello economico. Una parte delle riforme furono messe in atto senza conoscenza delle strutture. Un contesto che sfociò nella Guerra dei Bastoni (rivolte federaliste) del 1802 e nella fine della Repubblica Elvetica.

## Nascita della Repubblica Elvetica
La Francia era legata alla Svizzera da un trattato di non aggressione che risaliva addirittura alle guerre del Rinascimento; oltre a ciò, l’amicizia con la Confederazione e con gli Stati Uniti, viste come le uniche altre nazioni libere al mondo, era il solo paletto di politica estera che la Convenzione nazionale aveva posto al Comitato di salute pubblica ai tempi del Terrore. Col cambio di regime a Parigi, e soprattutto con le vittorie militari in Italia e Germania che avevano trasformato la Svizzera in un saliente potenzialmente ostile per le manovre militari transalpine, la situazione cambiò.
Nel 1797, Peter Ochs e Frédéric-César de La Harpe tentarono di convincere il generale Napoleone Bonaparte a suscitare una rivoluzione anche in Svizzera, dove, fino a quegli anni, governava la Confederazione (una rete di alleanze instaurate dal 1350). Malgrado le sollecitazioni dei francesi, soltanto il Paese di Vaud fu scenario di rivolte il 24 gennaio 1798, con l'instaurazione inufficiale della "République lémanique". Questa, secondo Frédéric-César de La Harpe, doveva essere l’esempio per la futura instaurazione della Repubblica elvetica, che infine incorporò il Paese di Vaud nel Cantone Lemano.
L'esercito francese aveva, nel frattempo, occupato e annesso nel dicembre 1797 la parte meridionale del vescovato di Basilea e il 28 gennaio 1798 era penetrato nell'attuale Canton Vaud, territorio direttamente soggetto alla città di Berna. L'invasione francese diede avvio a rivolte e sommosse in molti Cantoni, sfociate talora nella caduta dei vecchi governi d'Ancien régime. Malgrado la persistenza di nuclei di resistenza nella Svizzera centrale, tali eventi comportarono il crollo dell'antica Confederazione.
Il 28 marzo 1798 il commissario governativo francese François-Philibert Le Carlier convocò ad Aarau un'assemblea costituente, la quale adottò per la neonata Repubblica un testo fondamentale sostanzialmente ricalcato sul modello francese.
In base a questa Costituzione, la Repubblica elvetica era composta da 21 cantoni. Nei territori dove prima vigeva la democrazia diretta (Landsgemeinde) il testo rappresentò una minaccia per la religione e le libertà locali e ci furono diverse offensive militari. Una volta obbligati ad accettare il testo, furono composti i Cantoni di Waldstätten (Uri, Svitto, Untervaldo, Zugo), Linth (Glarona, Sargans, Toggenburgo superiore) e Säntis (Appenzello, San Gallo, Rheintal, Toggenburgo inferiore) al fine di limitare l’ostilità del nuovo regime. Il numero dei Cantoni diminuì a 18.
La Repubblica elvetica ebbe, tuttavia, una vita breve e tormentata. In quel lustro la Svizzera conobbe infatti, oltre all'occupazione da parte di eserciti stranieri, vari mutamenti costituzionali e frequenti colpi di stato, generati dalle lotte fra la fazione centralista e quella federalista e spesso anche da mere rivalità di casata.

## La breve e tormentata esistenza dello stato unitario
La repubblica unitaria non godette del favore dei contemporanei, se si eccettua il sostegno di una ristretta élite urbana. Si trattava in effetti di un regime imposto dall'esterno, che si distinse pure per le molte misure impopolari introdotte. Particolarmente invise furono la coscrizione militare obbligatoria, le restrizioni imposte ai culti tradizionali, le nuove imposte (che incidevano su una situazione economica già fortemente compromessa dalla guerra), la modifica delle autonomie locali.
Sul modello della Cisalpina e della Batava, il 2 fruttidoro VI alias 19 agosto 1798 anche all’Elvetica fu imposto un trattato di alleanza che sottoponeva l’esercito svizzero al comando francese, oltre nello specifico che ribadire l’annessione transalpina del vescovato di Basilea. I diritti di navigazione sull’alto Reno e di transito sulla via del passo del Sempione riservatisi dalla Francia palesavano l’obiettivo strategico verso Germania e Italia.
Lo stesso Napoleone parlò delle vicende della Repubblica Elvetica come di uno spettacolo affliggente e arrivò, riguardo alla Svizzera, alla conclusione che "la nature a fait votre Etat fédératif, vouloir la vaincre ne peut pas être d'un homme sage" ("la natura ha reso il vostro Stato federativo, volerla vincere non è da uomo saggio"). Coerentemente il 19 febbraio 1803 promulgò l'Atto di Mediazione, che, senza tornare pedissequamente al passato, concesse comunque alla Svizzera un ordinamento di tipo federale, che permise di assicurare per un decennio la quiete interna.

## L'organizzazione costituzionale
La costituzione della Repubblica Elvetica del 1798 si basava sostanzialmente sulla costituzione direttoriale francese del 1795, di natura fortemente centralistica. Il progetto preparato in Svizzera da Ochs fu ulteriormente modificato dai membri del Direttorio della Repubblica Francese, alla cui preventiva valutazione era stato sottoposto. Il principio ispiratore della nuova Repubblica era tutto racchiuso nel primo articolo della sua carta fondamentale: "la Repubblica Elvetica è una e indivisibile. Non ci sono più frontiere fra i Cantoni e i paesi soggetti, né da Cantone a Cantone [...] eravamo deboli per la nostra debolezza individuale, saremo forti per la forza di tutti".
La costituzione dopo aver espressamente formulato alcune delle idee fondamentali dell'ideologia illuministica e ribaditi i diritti fondamentali dell'uomo, disegnava l'apparato statuale secondo una rigida applicazione del principio della separazione dei poteri secondo la forma di governo direttoriale importata dalla Francia.
Il potere esecutivo era rappresentato, come in Francia, da un Direttorio di cinque membri, il potere legislativo da un parlamento composto da due camere: Senato e Gran Consiglio. Al vertice del potere giudiziario si trovava una Corte Suprema, costituita da un membro e da un supplente per ogni Cantone. Essa cassava in ambito civile le sentenze dei tribunali inferiori viziate per difetto di competenza o per violazione delle forme o della legge (articolo 89), mentre operava quale ultima istanza nelle cause cosiddette di alto criminale, ossia quelle comportanti la pena di morte, la deportazione o la reclusione per dieci o più anni. Per le altre cause penali e per le controversie civili l'ultima istanza rispetto ai tribunali distrettuali era costituita dal Tribunale Cantonale, che fungeva pure da giudice di primo grado per i reati di alto criminale, per i quali esso poteva pronunciare una sentenza capitale esclusivamente con una maggioranza dei due terzi. In molti Cantoni venne organizzato per la prima volta un pubblico ministero.

## Suddivisione amministrativa

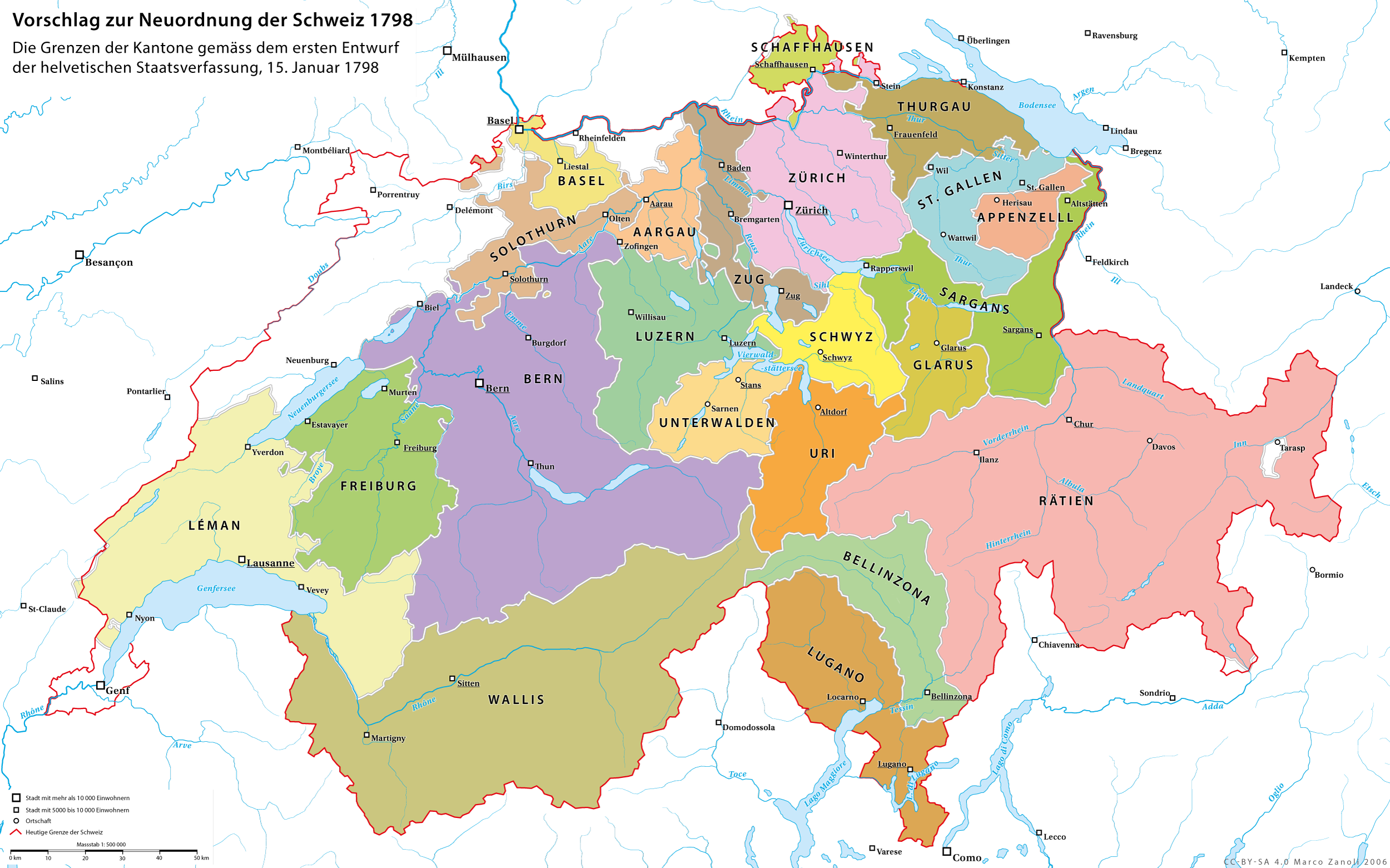
Progetto di suddivisione della Repubblica Elvetica del 15 gennaio 1798

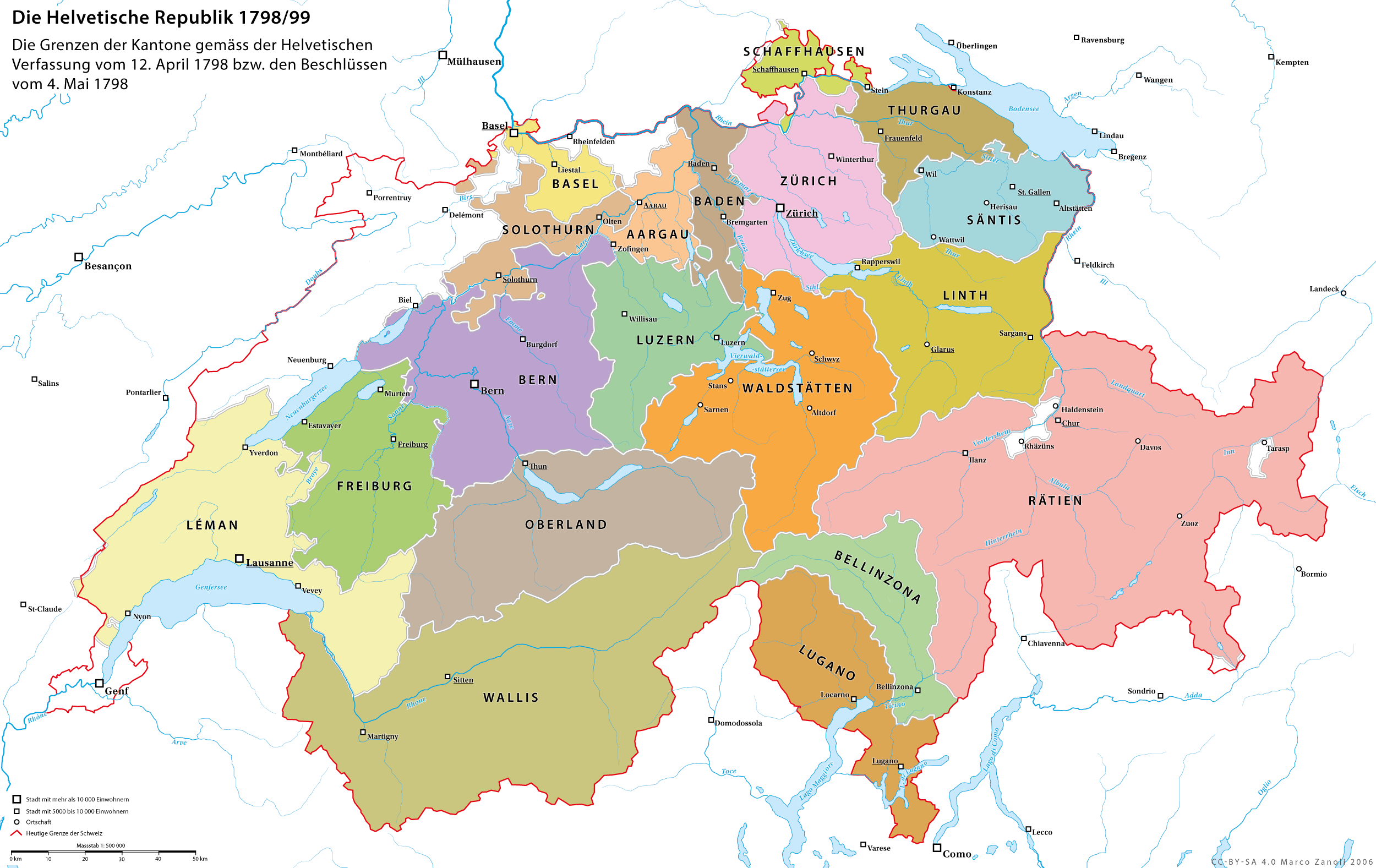
Suddivisione della Repubblica Elvetica dopo l'ingresso del Canton Rezia il 21 aprile 1799

In analogia con quanto fatto in Francia con i dipartimenti, la Repubblica Elvetica fu divisa in cantoni, che non avevano più vera autonomia, ma erano solo suddivisioni amministrative. Inoltre, per smantellare le strutture dell'Ancien Régime (che in Svizzera erano le repubbliche aristocratiche) furono stabilite nuove frontiere fra i cantoni. Anche i comuni furono degradati a mere unità amministrative, i loro diritti furono omologati ed i loro privilegi aboliti. La Repubblica Elvetica introdusse i distretti, che sono rimasti unità statistiche fino alla metà del XX secolo.
Secondo l'articolo 18 della Costituzione del 28 marzo 1798 i cantoni erano provvisoriamente ventidue:
- cantone del Vallese (capoluogo: Sion)
- cantone del Lemano o Pays-de-Vaud (capoluogo: Losanna) staccato da Berna
- cantone di Friburgo (capoluogo: Friburgo)
- cantone di Berna (capoluogo: Berna) da cui erano stati staccati il Vaud e l'Argovia
- cantone di Soletta (capoluogo: Soletta)
- cantone di Basilea (capoluogo: Basilea)
- cantone di Argovia (capoluogo: Aarau) già dipendente da Berna
- cantone di Lucerna (capoluogo: Lucerna)
- Untervaldo (capoluogo: Stans) cui fu annessa l'abbazia di Engelberg
- cantone di Uri (capoluogo: Altdorf)
- cantone di Bellinzona (capoluogo: Bellinzona) corrispondente agli antichi baliaggi di Val Leventina, Blenio, Riviera e Bellinzona
- cantone di Lugano (capoluogo: Lugano) corrispondente agli antichi baliaggi di Lugano, Mendrisio, Locarno e Val Maggia
- cantone di Rezia o Grigioni (capoluogo: Coira)
- cantone di Sargans (capoluogo: Sargans) creato con i territori di vecchi baliaggi comuni
- cantone di Glarona (capoluogo: Glarona)
- cantone di Appenzello (capoluogo: Appenzello, o alternativamente Herisau)
- cantone di Turgovia (capoluogo: Frauenfeld) già baliaggio comune
- cantone di San Gallo (capoluogo: San Gallo)
- cantone di Sciaffusa (capoluogo: Sciaffusa)
- cantone di Zurigo (capoluogo: Zurigo)
- cantone di Zugo (capoluogo: Zugo) cui era annessa la contea di Baden ed altri baliaggi comuni
- cantone di Svitto (capoluogo: Svitto)

Nei mesi successivi vi furono ulteriori modificazioni, e il 21 aprile 1799, giorno dell'effettivo ingresso del Canton Rezia nella Repubblica, il numero totale dei cantoni era di diciannove:
- il cantone dell'Oberland era stato staccato dal cantone di Berna;
- il cantone di Waldstätten era stato creato dalla riunione di Uri, Svitto, Untervaldo e Zugo;
- il cantone di Linth era stato creato unendo i cantoni di Glarona e Sargans;
- il cantone del Säntis era stato creato unendo i cantoni di Appenzell e San Gallo;
- il cantone di Baden era stato creato con i baliaggi comuni che inizialmente erano stati assegnati a Zugo.

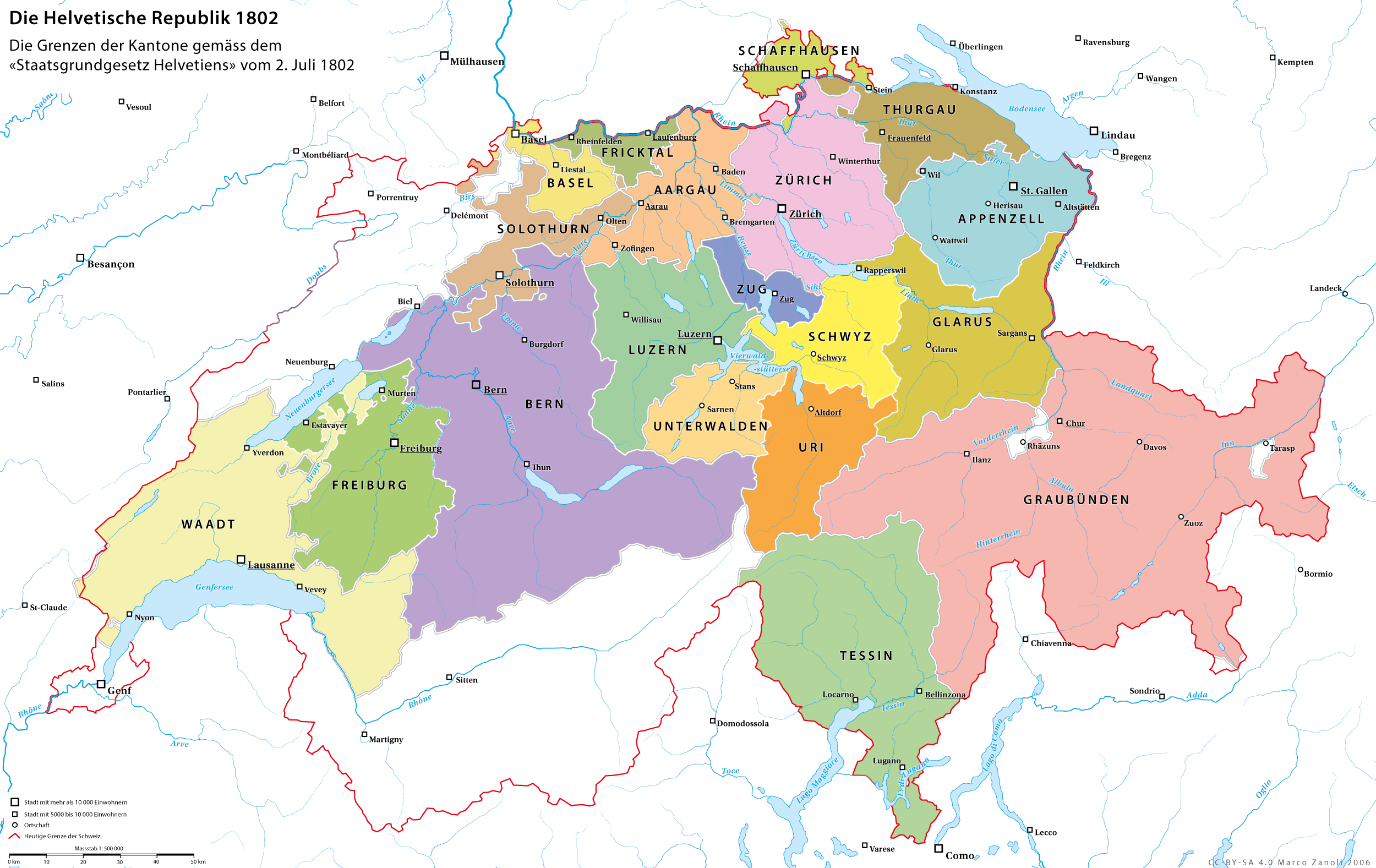
Suddivisione della Repubblica Elvetica prevista nella Seconda Costituzione

Fra gli ultimi mesi del 1801 ed i primi del 1802 ebbero luogo ulteriori modifiche, che furono inserite nel testo della Seconda Costituzione della Repubblica Elvetica. Questa era inoltre una vera costituzione federale, che restituiva autonomia ai cantoni:
- il cantone dell'Oberland venne restituito al cantone di Berna;
- il cantone di Baden fu aggregato all'Argovia;
- il cantone di Waldstätten fu nuovamente suddiviso nei cantoni di Uri, Svitto, Untervaldo e Zugo;
- i cantoni di Bellinzona e Lugano furono uniti nel nuovo Canton Ticino;
- il cantone di Fricktal fu creato con i territori della Bresgovia asburgica a sud del Reno;
- il Vallese venne assegnato alla Francia, di cui divenne il dipartimento del Sempione.